# Édson Luciano Ribeiro
Édson Luciano Ribeiro, född den 8 december 1972, är en före detta brasiliansk friidrottare som tävlade i kortdistanslöpning.

## Individuella meriter
Ribeiro deltog vid VM i Göteborg 1995 då han blev utslagen i kvartsfinalen på 100 meter. Han deltog även vid VM i Sevilla 1999 då han blev utslagen i försöken. Vid Sydamerikanska mästerskapen 2003 blev han mästare på 100 meter på tiden 10,30. Vid VM 2003 deltog han på 100 meter men fick sig åter utslagen redan i kvartsfinalen.

## Meriter i stafett
Vid OS 1996 blev han tillsammans med Arnaldo da Silva, Robson da Silva och André Domingos da Silva bronsmedaljörer på 4 x 100 meter efter Kanada och USA. Han var även med i laget som vid VM 1999 blev bronsmedalörer denna gång efter USA och Storbritannien.
Vid OS 2000 tog det brasilianska laget över 4 x 100 meter silver bakom USA. Tiden, 37,90 sekunder, innebar ett nytt sydamerikanskt rekord. Förutom Ribeiro ingick i silverlaget 2000 André da Silva, Vicente de Lima, Claudinei da Silva och Claudio Souza, varav den sistnämnde sprang försöksheat men inte finalen.
Vid VM i Paris 2003 sprang Ribeiro med André da Silva, Vicente de Lima och Souza, samtliga OS-medaljörer från 2000. Laget sprang in på tredje plats men har i efterhand flyttats upp till silverplatsen sedan Storbritanniens lag diskats för dopning (Dwain Chambers).

## Personliga rekord
- 100 meter - 10,14
- 200 meter - 20,76